# Chapin Mesa Lookout
Ne doit pas être confondu avec Cedar Tree Tower.
Le Chapin Mesa Lookout – ou Cedar Tree Lookout – est une tour de guet du comté de Montezuma, dans le Colorado, aux États-Unis. Situé à 2 172 mètres d'altitude sur le plateau du Colorado, il est protégé au sein du parc national de Mesa Verde, non loin de la Cedar Tree Tower. Construit en 1945, il est constitué d'une tour haute de 12,8 mètres au sommet de laquelle se trouve une cage d'environ 1,80 mètre de long et de large. Il est utilisé par le National Park Service à l'occasion.